# 柯倫特鎮區 (密蘇里州登特縣)
柯倫特鎮區（英語：Current Township）是位於美國密蘇里州登特縣的一個行政鎮區。

## 地方資料
柯倫特鎮區的面積為141.16平方千米，當中陸地面積為140.85平方千米，而水域面積為0.31平方千米。根據2020年美國人口普查的數據，當地共有人口321人，而人口密度為每平方千米2.27人。